# Mickey Cohen
Meyer Harris „Mickey” Cohen (n. 4 septembrie 1913, New York City, New York, SUA – d. 29 iulie 1976, Los Angeles, California, SUA) a fost un gangster, pugilist și antreprenor din Los Angeles de la mijlocul secolului al XX-lea.

## Biografie
Mickey Cohen s-a născut pe 4 septembrie 1913 în New York din părinți evrei est-europeni. Părinții săi au emigrat în Statele Unite din Kiev. A copilărit pentru scurt timp în New York, iar apoi s-a mutat împreună cu mama și frații săi în Boyle Heights, Los Angeles⁠(d). La vârsta de 8 ani a început să lucreze ca vânzător de ziare⁠(d). Unul dintre frații săi obișnuia să îl conducă la intersecția străzilor Soto și Brooklyn (astăzi Cesar E. Chavez Avenue) unde distribuia ziare. În 1922, ajunge într-un centru educativ după mai multe furturi.

### Cariera de pugilist
În adolescență, Cohen a început să practice boxul în lupte ilegale desfășurate în Los Angeles. În 1929, la vârsta de 15 ani, se mută în Cleveland, Ohio unde se antrenează sub numele „Irish Micky Cohen”. Primul său meci de box profesionist⁠(d) are loc pe 8 aprilie 1930 împotriva lui Patsy Farr din Cleveland. Într-un meci din 12 iunie 1931, Cohen pierde lupta împotriva campionului mondial la categoria pană⁠(d) Tommy Paul⁠(d). A fost învins prin knockout⁠(d) dupa 2:20 minute în prima rundă. În această rundă și-a câștigat numele de „Gangster Mickey Cohen”. Pe 11 aprilie 1933, Cohen a luptat împotriva lui Chalky Wright⁠(d) în Los Angeles. Wright câștigă meciul, iar Mickey este incorect identificat de Los Angeles Times ca fiind „Mickey Cohen din Denver, Colorado”. Ultimul său meciu are loc pe 14 mai 1933 împotriva lui Baby Arizmendi din Tijuana, Mexic. Și-a încheiat cariera cu 8 victorii (dintre care 2 prin knockout), 8 înfrângeri (4 prin knockout) și 5 remize.

## Activități criminale
În Cleveland, Cohen îl întâlnește pe Lou Rothkopf⁠(d), un membru al bandei lui Moe Dalitz.⁠(d), iar mai târziu se mută în New York unde devine unul dintre asociații lui Tommy Dioguardi - fratele lui Johnny Dio⁠(d) - și Owney Madden⁠(d). În cele din urmă, Cohen ajunge în Chicago unde operează o afacere cu jocuri de noroc pentru organizația lui Capone, Chicago Outfit.